# 決勝21點
《決勝21點》（英語：21），2008年上映的美國赌博電影，或譯為《決戰21點》，由哥倫比亞影業製作，由吉姆·史特格斯、凱文·史貝西、凱特·柏斯沃和勞倫斯·費許朋所主演。這個故事主要架構在於1990年間的麻省理工學院的21點社團「MIT Blackjack Team」。
這部電影改編自班·馬立克的暢銷小說《贏遍賭城》，小說中的主角班·坎貝爾（Ben Campbell）確有其人，在真實世界中班為華裔的馬愷文。
本部電影也帶起了全世界對於台词“Winner winner, chicken dinner”的熱潮，只要每次大勝，就會出現這句賭徒的俗諺“Winner winner, chicken dinner”，電影中文版中译为“大吉大利，晚上吃鸡”，“吃鸡”後來成为《绝地求生》这一游戏在華語玩家中的的代名词。

## 劇情概要
班·坎貝爾（吉姆·史特格斯飾）是一名麻省理工學院內向的天才學生，一心想成為醫生的他，畢業前考取了哈佛大學醫學院，但無法支付三十萬美元的龐大學費，而打退堂鼓。此時卻正好得知了一個巨額獎學金，必須說服面試委員才能獲得，坎貝爾於是和死黨們一起作電機實驗，希望能在面試上加分。
坎貝爾知道這獎學金競爭者眾，自己只是泛泛之輩，不易獲得青睞。但自己早年喪父，家境貧寒，於是早上修課，下午去西裝店打工，心想慢慢賺錢比較實際。一日在非線性代數課中，坎貝爾成功解開教授米基·羅沙（凱文·史貝西飾）的蒙提霍爾問題，羅沙便私邀他加入「黑傑克社」，坎貝爾生性忠厚老實，婉拒了教授的好意，但拗不過社團美女成員吉兒（凱特·柏斯沃飾演）充滿情感的勸說，於是辭去了西裝店副店長一職，加入「黑傑克社」。
「黑傑克社」，是一個21點（又稱黑傑克）社團，囊括了全校最聰明的學生們，每到週末，羅沙帶領社員們搭機由麻省波士頓前往拉斯維加斯賭21點，他們藉由心算、記憶力與團隊合作，在賭場無往不利，雖然這樣的手法並不算「詐賭」，但是賭城的所有賭場都明令禁止。如果被識破，可能會被保全員拷打、沒收身上的賭金，終身禁止進入賭場。所以「黑傑克社」以低調的態度，贏遍了賭城，而坎貝爾也對這樣的生活極為厭惡，決心「賺到了學費三十萬美元，就立刻收手」。
隨著每週的豪賭，坎貝爾逐漸富有，與搭檔吉兒墜入愛河，佳人在懷，紙醉金迷，忘記他「賺學費」的初衷，一賭再賭，也時常對合作電機實驗的死黨們爽約，無心實驗，死黨們只好離他而去，坎貝爾也自認無妨，反正賭場賺錢極快，根本不需要甚麼獎學金，電機實驗也無所謂了。
好景不常，坎貝爾一次因為情緒波動而失手，輸了一大筆錢，惹惱了羅沙，兩人內鬨，羅沙宣佈社團解散，並要求他們回波士頓。坎貝爾說服了所有成員繼續賭城大戰。但心胸狹隘的羅沙隨即開始報復，不但引來賭場保全員柯爾·威廉斯（勞倫斯·費許朋飾）將坎貝爾逮捕並且痛毆一頓，又設法讓坎貝爾留級，甚至到坎貝爾宿舍竊取他的畢生積蓄。坎貝爾都忍了下來。
坎貝爾用計再度請大家到賭場賭博，這次坎貝爾、羅沙和吉兒三人一起賭21點，當三人贏到很多錢時，柯爾·威廉斯再度帶保全們要抓他們三人，三人不斷地跑，羅沙向坎貝爾他們建議分散離開，羅沙逃上車，檢查自己的收穫時，卻發現自己手上的籌碼變成了巧克力。
時間回到坎貝爾被柯爾·威廉斯被痛毆的時候，柯爾表示他在一次事件之後就再也沒看過羅沙，他沒有揍下去，要坎貝爾把羅沙帶到他面前，但坎貝爾表示自己不再為羅沙工作，但柯爾告訴他這輩子已經無法進入賭場，因為他已經被列入黑名單，但他們願意給他一個晚上讓他抓羅沙，這段期間沒有干擾，就這樣坎貝爾開始計畫，坎貝爾與吉兒準備了跟籌碼差不多重量的巧克力，當兩人在逃跑時，偷偷把籌碼與巧克力掉包，羅沙坐在車上，感到相當無奈時，卻被其他保全逮個正著。
坎貝爾與吉兒甩開其他保全們後碰上了柯爾，柯爾希望坎貝爾別再踏入這裡，並要求坎貝爾把籌碼交給他做為他的退休費（因為賭場保全沒有退休金），在吉兒的拜託下，坎貝爾把自己賭到的籌碼交給了柯爾，柯爾才離去，羅沙被帶到了坎貝爾那時被痛毆的地方，柯爾準備將羅沙交給國稅局處理。
坎貝爾和吉兒與其他組員回復了以前的組隊生活，離開賭場，也重新跟吉兒的交往，柯爾退休後用坎貝爾贏到的錢過著不錯的退休生活，而坎貝爾來到了研究所口試，對教授說這些事，教授當場目瞪口呆。

## 主要演員
| 演員          | 角色                           |
| ------------- | ------------------------------ |
| 吉姆·史特格斯 | 班·坎貝爾 （Ben Campbell）     |
| 凱文·史貝西   | 米基·羅沙教授 （Mickey Rosa）  |
| 凱特·柏斯沃   | 吉兒·泰勒 （Jill Taylor）      |
| 艾伦·柳       | 小崔（Choi）                   |
| 麗莎·拉琵拉   | 琪亞娜（Kianna）               |
| 雅各布·皮特斯 | 吉米·費雪（Jimmy Fisher）      |
| 勞倫斯·費許朋 | 柯爾·威廉斯（Cole Williams）   |
| 杰克·麦基     | 泰瑞（Terry）                  |
| 乔什·盖德     | 麥爾斯·寇諾利（Miles Connoly） |
| 傑克·吉爾平   | 鮑伯·菲利浦斯（Bob Phillips）  |

## 拍攝
本片中拉斯維加斯的主要拍攝地點為星球好萊塢賭城，麻省理工酒吧的場景是在People's Republik拍攝，由於麻省理工學院不准在校園內拍攝，片中學校和學生宿舍的場景是在波士頓大學拍攝。本片的拍攝地點還有：哈佛大學醫學院、波士頓中國城和基督科學中心（Christian Science Center）。

## 書籍
| 出版日期 | 書名         | 作者        | 出版社           | ISBN               |
| -------- | ------------ | ----------- | ---------------- | ------------------ |
| 2005年   | 《贏遍賭城》 | 班·麥茲瑞區 | 平安文化有限公司 | ISBN 9789578035140 |

## 外部連結
- 官方網站 （页面存档备份，存于）
- 互联网电影数据库（IMDb）上《決勝21點》的资料（英文）
- 爛番茄上《決勝21點》的資料（英文）
- Metacritic上《決勝21點》的資料（英文）
- Box Office Mojo上《決勝21點》的資料（英文）
- AllMovie上《決勝21點》的资料（英文）